# Stanley Baxter
Stanley Livingstone Baxter (né le 24 mai 1926) est un acteur, comédien, imitateur et auteur écossais. Baxter a commencé sa carrière en tant qu'enfant acteur sur BBC Scotland et est devenu plus tard connu pour ses émissions comiques télévisées britanniques The Stanley Baxter Show, The Stanley Baxter Picture Show, The Stanley Baxter Series et Mr Majeika.
Romancier et amoureux de son pays, Baxter a également écrit un certain nombre de livres basés sur Glasgow.

## Biographie
Fils d'un directeur d'assurance, et formé au théâtre par sa mère, Baxter est né à Glasgow, en Écosse, le 24 mai 1926. Il a fait ses études à Hillhead High School, à Glasgow, et a été formé au théâtre par sa mère. Sa carrière a débuté comme enfant acteur dans l'édition écossaise de l' émission Children's Hour de la BBC. Après avoir travaillé dans les mines en tant que Bevin Boy pendant la Seconde Guerre mondiale, il a développé ses talents d'interprète pendant son service national au sein de l'unité Combined Services Entertainment de l'armée britannique, travaillant aux côtés de l'acteur comique Kenneth Williams, de l'acteur Peter Vaughan, du réalisateur John Schlesinger et du dramaturge Peter Nichols, qui a utilisé cette expérience comme base pour sa pièce Privates on Parade.
Après ses années dédiées à la Guerre, il retourne en Ecosse et monte sur scène pendant trois ans au Citizens' Theatre de Glasgow. Après ses succès à la radio avec Jimmy Logan, Howard & Wyndham Ltd l'a invité à jouer dans une pantomime au Theatre Royal de Glasgow, suivi des Half Past Eight Shows, et de leurs successeurs les Five Past Eight Shows au Alhambra Theatre de Glasgow,. Finalement, il choisit Londres pour travailler à la télévision en 1959.
En 1969, Baxter joue dans la production originale de la farce controversée de Joe Orton, What the Butler Saw, au Queen's Theatre dans le West End avec Ralph Richardson, Coral Browne et Hayward Morse. Souvent présent pour soutenir les carrières de ses homologues, il soutient les carrières scéniques d'Alyson McInnes et de John Ramage. Baxter est une personnalité du circuit de la pantomime écossaise, en particulier au King's Theatre de Glasgow, jusqu'à sa retraite en 1992. Il joue dans des pantomimes avec des stars écossaises populaires, Jimmy Logan et Una McLean.